# Emil Ritter (Publizist)
Emil Ritter (* 7. Dezember 1881 in Frankfurt am Main; † 25. November 1968 in Fulda) war ein deutscher Publizist sowie Schriftsteller.

## Leben
In seiner Jugend absolvierte Ritter eine kaufmännische Lehre. Anschließend war er in seinem erlernten Beruf tätig, bevor er 1905 Redakteur beim Wuppertaler Volksblatt wurde. 1909 gründete Ritter die Monatsschrift „Jugendland“. Danach war er bis 1910 Schriftleiter der Wochenzeitung Das Zentrum. 1911 zog Emil Ritter nach Mönchengladbach, wo er als Beauftragter für Volksbildungsfragen bei der Verbandszentrale des Volksvereins für das katholische Deutschland eingesetzt wurde. Diese Tätigkeit behielt er bis 1919 bei. Anschließend war er bis 1922 Schriftleiter des Volksvereins. Während seiner Mönchengladbacher Zeit gründete er 1912 die 1929 in „Volkstum und Volksbildung“ umbenannte Monatsschrift „Volkskunst“.
1923 wurde Emil Ritter die Leitung des Bildungswesens im katholischen Jungmännerverband in Düsseldorf übertragen, zugleich war er im Zentralbildungsausschuss der katholischen Verbände sowie im Reichsvorstand des Bühnenvolksbundes tätig, seit 1928 gab er die Wochenzeitung „Der Deutsche Weg“ heraus.
1932 übersiedelte Emil Ritter nach Berlin. Dort wurde er am 8. Mai 1932 als Nachfolger von Buhla Chefredakteur der „Germania“, des offiziösen Organs der Zentrumspartei. Er schied jedoch bereits am 5. Juni wieder aus „Rücksicht auf die politischen Vorgänge der letzten Tage“, d. h. der Ernennung des ihm nahestehenden Franz von Papen, der Mehrheitsaktionär der Germania war, zum Reichskanzler, aus dieser Stellung aus. Der Amtsantritt Papens, der von der Zentrumspartei entschieden abgelehnt wurde, machte es unmöglich, dass sein Vertrauensmann Ritter auf dem Posten des wichtigsten Periodikums der Partei verblieb. Ritters Nachfolger als Chefredakteur wurde Wilhelm Gries.
Kurz nach der Auflösung der Zentrumspartei wurde Ritter im Juli 1933 erneut Chefredakteur der Germania, was er diesmal bis November 1934 blieb. Von März bis Juli 1933 war Ritter geschäftsführender Vorsitzender des Bundes katholischer Deutscher Kreuz und Adler gewesen. Als er wieder Chefredakteur der Germania wurde übernahm Roderich von Thun diese Aufgabe. Ende 1934 wurde Ritter mit Schreibverbot belegt. Er zog sich daraufhin nach Hanau zurück.
Seit 1945 lebte Ritter in Fulda. Dort starb er 1968 knapp vor Vollendung seines 87. Lebensjahres.

## Schriften
- Unsere nächsten Aufgaben: Zur Diskussion über katholische Presse und Verwandtes, Verlag der Wuppertaler Aktien-Druckerei, 1907
- Der Streikbrecher : ein Schauspiel aus dem Arbeiterleben in vier Aufzügen, Wulf, Warendorf, 1913
- Die Volksbildung im deutschen Aufbau, Volksvereins-Verlag, 1919
- Der Weg des politischen Katholizismus in Deutschland, Korn, 1934
- Die katholisch-soziale Bewegung Deutschlands im neunzehnten Jahrhundert und der Volksverein, J.P. Bachem, 1954
- Radowitz Ein katholischer Staatsmann in Preußen, Verlag J.P. Bachem, Köln, 1948
- Radowitz Windhorst Stegerwald Drei Vorläufer der CDU, Warte-Verlag Frankfurt/Süd, 1966

## Belege
1. ↑  Jürgen Arne Bach: Franz von Papen in der Weimarer Republik, S. 305.

| Personendaten    | Personendaten                            |
| ---------------- | ---------------------------------------- |
| NAME             | Ritter, Emil                             |
| KURZBESCHREIBUNG | deutscher Publizist sowie Schriftsteller |
| GEBURTSDATUM     | 7. Dezember 1881                         |
| GEBURTSORT       | Frankfurt am Main                        |
| STERBEDATUM      | 25. November 1968                        |
| STERBEORT        | Fulda                                    |